# RQD
El índice RQD (Rock Quality Designation) desarrollado por Deere entre 1963 y 1967, se define como el porcentaje de recuperación de testigos de más de 10 cm de longitud (en su eje) sin tener en cuenta las roturas frescas del proceso de perforación respecto de la longitud total del sondeo.

## Procedimientos
Para determinar el RQD (Rock Quality Designation) en el campo o zona de estudio de una operación minera, existen tres procedimientos de cálculo.

### Primer procedimiento
Se calcula midiendo y sumando el largo de todos los trozos de testigo mayores que 10 cm en el intervalo de testigo de 1,5 m a partir de los testigos obtenidos en la exploración.
Se deben incluir los discos del núcleo ocasionados por rotura mecánica de la roca como parte del RQD.
{\displaystyle RQD={\frac {Sumade10}{l_{tot}}}*100\%}
donde 
{\displaystyle (Sumade10)} = Suma de la longitud de testigos superiores a 10 cm
{\displaystyle l_{tot}} = Longitud total de sondeo.

### Segundo procedimiento
Comprende el cálculo del RQD en función del número de fisuras por metro, determinadas al realizar el levantamiento litológico-estructural (Detail line) en el área o zona predeterminada de la operación minera o geotécnica, en un tramo longitudinal de pared expuesta. (Priest y Hudson, 1976)
{\displaystyle RQD=100e^{-0,1\lambda }(0,1\lambda +1)}
donde
{\displaystyle \lambda =} número de fisuras / espacio (span)

### Tercer procedimiento
Comprende el cálculo del RQD en función del número de fisuras por metro cúbico ({\displaystyle J_{v}}, Joint Volumetric number), determinadas al realizar el levantamiento litológico-estructural (Detail line) de las paredes del área o zona predeterminada de la operación geotécnica:{\displaystyle RQD=115-3,3J_{v}}donde
{\displaystyle J_{v}=} número de fisuras por metro cúbico
El {\displaystyle J_{v}} se calcula sumando el número de fisuras por metro que corten de manera independiente a cada uno de los 3 ejes de un cubo imaginario en el cuerpo rocoso materia de análisis. No se debe contar una fisura en más de un eje, por ejemplo, si una fisura corta al eje {\displaystyle X} y al eje {\displaystyle Y}, la contaremos bien en el eje {\displaystyle X} o en el eje {\displaystyle Y} pero no en ambos. Para tener una mayor precisión, mediremos una longitud adecuada en cada eje y luego hallaremos el número de fisuras en un solo metro, haciendo una regla de 3 simple:
{\displaystyle J_{v,eje}={\frac {n_{fisuras}}{l_{eje}}}}
{\displaystyle J_{v}=J_{v,X}+J_{v,Y}+J_{v,Z}}

## Comparativa
| RQD      | Rock mass quality (Calidad de la masa de roca) |
| -------- | ---------------------------------------------- |
| <25 %    | Muy pobre                                      |
| 25-50 %  | Pobre                                          |
| 50-75 %  | Medianamente buena                             |
| 75-90 %  | Buena                                          |
| 90-100 % | Excelente                                      |